# 波伊科夫斯基
波伊科夫斯基（羅馬化：Poykovskiy）是俄罗斯汉特-曼西自治区的市级镇，为该自治区涅夫捷尤甘斯克区规模最大的聚居地，也是该区唯一的一座市级镇。地处汉特-曼西自治区中东部，位于区行政中心涅夫捷尤甘斯克西偏南、自治区首府汉特-曼西斯克东方。波伊卡河在该镇附近汇入鄂毕河的大尤甘斯卡亚支流（прот. Большая Юганская）。
附近城市除区行政中心外有苏尔古特和佩季亚赫。
该地2022年人口有26,512人；2010年人口25,594；2002年人口27,540；1989年人口14,901。